# New Looney Tunes
New Looney Tunes, intitolata Bugs! A Looney Tunes Prod. (Wabbit. A Looney Tunes Production nei paesi anglofoni) nella prima stagione, è una serie animata statunitense, prodotta da Warner Bros. Animation. Ha debuttato negli Stati Uniti in anteprima il 21 settembre 2015 su Cartoon Network, per poi essere trasmessa dal 5 ottobre su Boomerang, canale per il quale la serie era stata inizialmente concepita. È l'ottava serie Looney Tunes dopo The Looney Tunes Show.
In Italia viene presentata in anteprima su Boomerang il 19 dicembre 2015, con i primi 5 episodi già disponibili su Sky On Demand dal 16 dicembre. La trasmissione regolare comincia poi l'11 gennaio 2016 su Boomerang e in chiaro su dal 31 ottobre 2016 su Boing e Cartoonito. Dal 2025 viene trasmessa  in chiaro su Italia 1

## Trama
La serie lascia lo stile "sitcom" di Looney Tunes Show per tornare allo stile classico: infatti gli episodi prevedono tre corti di sette minuti racchiusi in un episodio di circa 21 minuti. Il cartone vede Bugs Bunny come protagonista e Yosemite Sam, Willy il Coyote e altri personaggi della serie classica che cercano di mettere nei guai il coniglio, ma inutilmente.

## Personaggi
- Bugs Bunny: un coniglio grigio furbissimo e molto intelligente. Il suo famoso tormentone è in inglese: «Ehm... What's Up, Doc?» — in italiano: «Ehm... che succede amico?». Vive in campagna in una tana, a differenza di Looney Tunes Show in cui vive in una casa. Il suo nome è un sinonimo di pazzo. Finisce spesso nei guai, con Yosemite Sam che cerca di incastrarlo, ma lui riesce sempre a fregarlo.
- Squeaks: è il coprotagonista della serie. È uno scoiattolo ed è il migliore amico di Bugs Bunny e lo accompagna spesso nelle sue avventure. Non parla ma comunica tramite versi e gesti.
- Yosemite Sam: è un pistolero di bassa statura irascibile e attacca-brighe. Indossa un cappello da cowboy e ha dei baffi rossi/arancioni. Odia a morte Bugs Bunny e cerca in tutti i modi di liberarsene ma invano.
- Willy il Coyote: lo sfortunatissimo coyote marrone che in questa serie ha abbandonato il suo obiettivo di mangiare Beep Beep e ora se n'è andato a stare a casa sua, inventando marchingegni strani e difficili per risolvere problemi, che ogni volta finisce per complicarsi la vita facendo diventare il dilemma una calamità universale. A differenza delle serie in precedenza, lui parla. Questo lo fa anche Ralph nella serie del 2020.
- Porky Pig: è un maiale che appare nella seconda stagione, a differenza di Looney Tunes Show, ritorna alle sue vecchie caratteristiche, ovvero molto rotondo, goffo e combina guai, appare in molti episodi dove fa diversi lavori o in compagnia di Bugs sempre pronto a farlo finire in strane avventure.
- Daffy Duck: anatra rude, nevrotica, egoista e scatenata; in questa versione, a differenza di Looney Tunes Show, gioca un ruolo marginale, infatti non è il co-protagonista del cartone (sostituito da Squeaks).
- Taddeo: compare nella seconda stagione, come in The Looney Tunes Show, non è un cacciatore, ma bensì detiene uno zoo che in realtà è una prigione per animali, sarà Bugs a rovinare più di una volta i suoi piani.
- Jack: irascibile, scontroso e scorretto, appare in due episodi: nel primo è un crudele addestratore di cani, nel secondo invece è un pittore che rovina la natura; cercherà di prendere Bugs finendo sempre per perdere o venire umiliato dal coniglio.
- Bigfoot: non ha mani ma solo braccia. È abbastanza tonto, ingenuo e ha una grande fantasia. È simpatico e amichevole, ma maldestro. È ricercato dall'FBI e confonde Bugs per una "signorina".
- Carl: è un coniglio mietitore. È sempre triste e vuole uccidere Bugs.
- Leslie P. Lilylegs: brusco, rigido e irascibile omino, brama il potere, appare in diversi episodi nel ruolo di vice presidente, ma non viene mai considerato dai suoi superiori; sogna di avere un posto di "Grande Onore" o ricevere delle promozioni o dei bonus speciali ecc, ma Bugs farà di tutto per rovinagli la festa.
- Re Thess: è un leone autoproclamatosi "Re della Savana", in realtà è un pallone gonfiato, molto stupido e credulone che finisce per essere sconfitto dall'astuzia di Bugs, vuole a tutti i costi mangiare Squeaks.
- Slugsworthy: introdotto nella seconda stagione, è un arrogante e prepotente elefante marino, che si crede migliore di tutti e pretende di essere sempre lui il primo ma verrà sconfitto da Bugs e Squeaks.
- Sir Menticello: è un cavaliere pronto a dare la caccia alle creature pericolose.
- Shameless O'Scanty: un elfo che vuole a tutti i costi la zampa portafortuna di Bugs; finirà per prendersele di santa ragione, grazie alla furbizia e agli scherzi dello stesso coniglio.
- Rock l'Armadio: è un ariete, muscoloso, arrogante e imbroglione.
- Il Robot del parco: conosce tutte le regole del parco e obbliga tutti quanti a rispettarle severamente.
- Cal: un giocatore di baseball, arrogante e antipatico, che detesta chi scava nella sua zona, la "Zona Call".
- Beep Beep: è un corridore della strada che viene sfruttato da Willy il Coyote come fontana.
- Titti: un canarino giallo che fa il bullo con Daffy Duck. Appare nella seconda stagione con Silvestro.
- Silvestro: un gatto grigio e bianco con un naso rosso che vuole mangiare Titti.
- Nonna: padrona di Titti e Silvestro, ha 74 anni e un solo obiettivo: quello di liberarsi di Speedy Gonzales.
- Speedy Gonzales: un topo pizzaiolo messicano che diventa amico di Titti.
- Mac e Tosh: due scoiattoli di terra molto educati.
- Lola Bunny: insegnante di guida di Rhoda Roundhouse. All'inizio indossa il suo vestito con la gonnina bianca, ma poi passa al rosso-rosa. Come al solito, è la fidanzata di Bugs. Come la sua controparte classica e a differenza di The Looney Tunes Show, in questa versione Lola è una ragazza più sexy, ma ha la sua personalità svampita della serie sitcom del 2011.
- Cecil Tartaruga: una tartaruga verde molto autoritaria.
- Marcantonio: il bulldog che aiuta Titti, Speedy Gonzales e Gabby Capra.
- Gabby Capra: una capra canadese cinica e violenta, amica di Titti.
- Claude LeChat: un gatto giallo francese che odia i canarini e i topi.
- Pulcetta: personaggio che appare poco.
- Rhoda Roundhouse: non sa guidare.
- Foghorn Leghorn: un gallo bianco che fa il cantante.

## Episodi

Logo inglese della prima stagione

| Stagioni         | Episodi | Prima TV originale | Prima TV Italia  |
| ---------------- | ------- | ------------------ | ---------------- |
| Prima stagione   | 52      | 21 settembre 2015  | 19 dicembre 2015 |
| Seconda stagione | 52      | 25 giugno 2018     | 2 ottobre 2017   |
| Terza stagione   | 52      | 29 agosto 2019     | 8 ottobre 2018   |

## Doppiaggio
| Personaggio                | Doppiatore originale                                  | Doppiatore italiano                                   |
| -------------------------- | ----------------------------------------------------- | ----------------------------------------------------- |
| Bugs Bunny                 | Jeff Bergman                                          | Davide Garbolino                                      |
| Squeaks                    | Dee Bradley Baker                                     | Claudia Scarpa                                        |
| Carl il coniglio Mietitore | Dee Bradley Baker (1ª voce) Fred Tatasciore (2ª voce) | Dee Bradley Baker (1ª voce) Fred Tatasciore (2ª voce) |
| Bigfoot                    | Matthew Mercer                                        | Nanni Baldini                                         |
| Yosemite Sam               | Maurice LaMarche                                      | Pierluigi Astore                                      |
| Willy Coyote               | J.P. Karliak                                          | Davide Perino                                         |
| Foghorn Leghorn            | Jeff Bergman                                          | Alberto Angrisano                                     |
| Il Robot del Parco         | Jeff Bergman                                          |                                                       |
| Porky Pig                  | Bob Bergen                                            | Massimiliano Alto                                     |
| Daffy Duck                 | Dee Bradley Baker                                     | Marco Mete                                            |
| Slugsworthy                | John DiMaggio                                         | Luigi Ferraro                                         |
| Lola Bunny                 | Kristen Wiig                                          | Deborah Ciccorelli                                    |

## Trasmissione
| Paese                  | Canale                                | Prima TV          |
| ---------------------- | ------------------------------------- | ----------------- |
| Stati Uniti            | Cartoon Network, Boomerang            | 21 settembre 2015 |
| Australia              | Boomerang                             | 2 novembre 2015   |
| Nuova Zelanda          | Boomerang                             | 2 novembre 2015   |
| Regno Unito            | Boomerang                             | 2 novembre 2015   |
| Irlanda                | Boomerang                             | 2 novembre 2015   |
| America Latina         | Boomerang                             | 6 novembre 2015   |
| Canada                 | Teletoon                              | 6 novembre 2015   |
| Italia                 | Boomerang, Boing, Cartoonito          | 16 dicembre 2015  |
| India                  | Pogo TV                               | 19 dicembre 2015  |
| Africa e Medio Oriente | Boomerang                             | 19 dicembre 2015  |
| Francia                | Boomerang, France 3                   | 19 dicembre 2015  |
| Portogallo             | Boomerang, RTP2, Cartoon Network      | 20 dicembre 2015  |
| Polonia                | Boomerang, TVP ABC                    | 26 dicembre 2015  |
| Romania                | Boomerang                             | 26 dicembre 2015  |
| Ungheria               | Boomerang                             | 26 dicembre 2015  |
| Germania               | Boomerang, Super RTL, Cartoon Network | 26 dicembre 2015  |
| Spagna                 | Boing                                 | 30 ottobre 2017   |